# Kostüm (Darstellende Kunst)

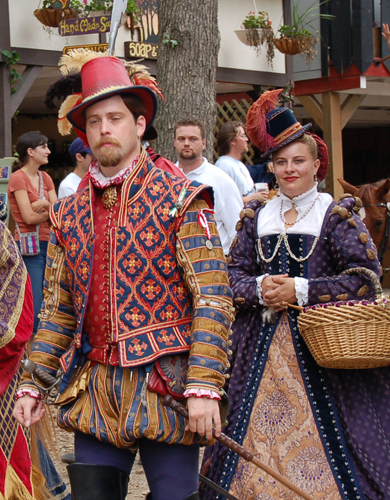
Schauspieler in elisabethanischen Kostümen

Unter einem Kostüm versteht man in der darstellenden Kunst eine besondere Form der Kleidung und des Schmucks der Darsteller. Zusätzlich kann Frisur oder Körperbemalung Teil des Kostüms sein.
Für die Gestaltung der Kostüme sind gegebenenfalls Kostümbildner zuständig.
Besonders extensiv finden Kostüme Verwendung in Kostümfilmen und als Theaterkostüme.

## Geschichte und Funktion
Theaterkostüme werden seit der griechischen Antike von den Darstellern getragen. Ein einteiliges Ganzkörperkostüm erlaubte in der griechischen Tragödie schnelle Rollenwechsel. Schmuck, Farben und weitere Accessoires erlaubten die Verwandlung in verschiedene Figuren.

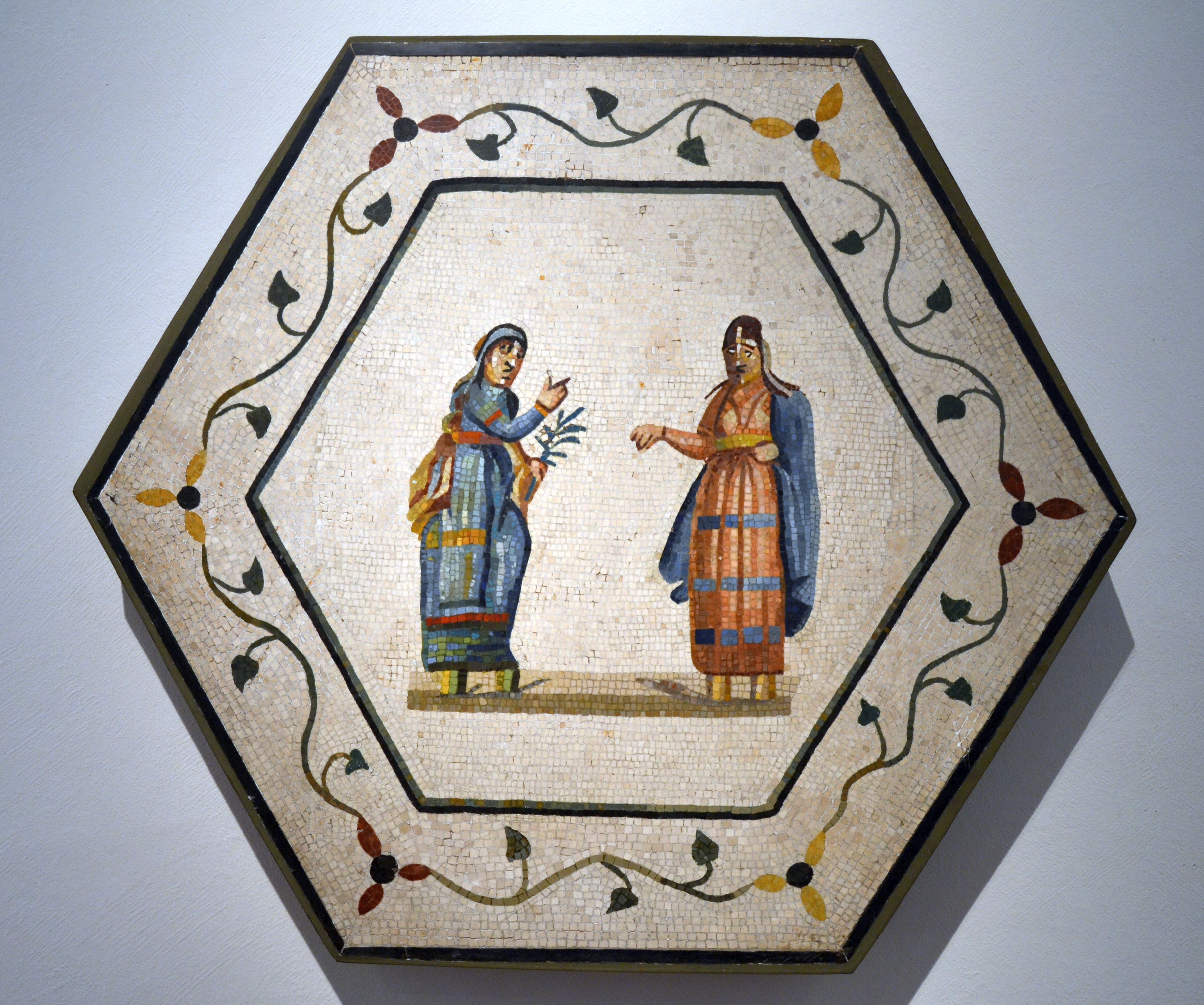
Schauspieler in einer Tragödie, 3. Jh. v. Chr.
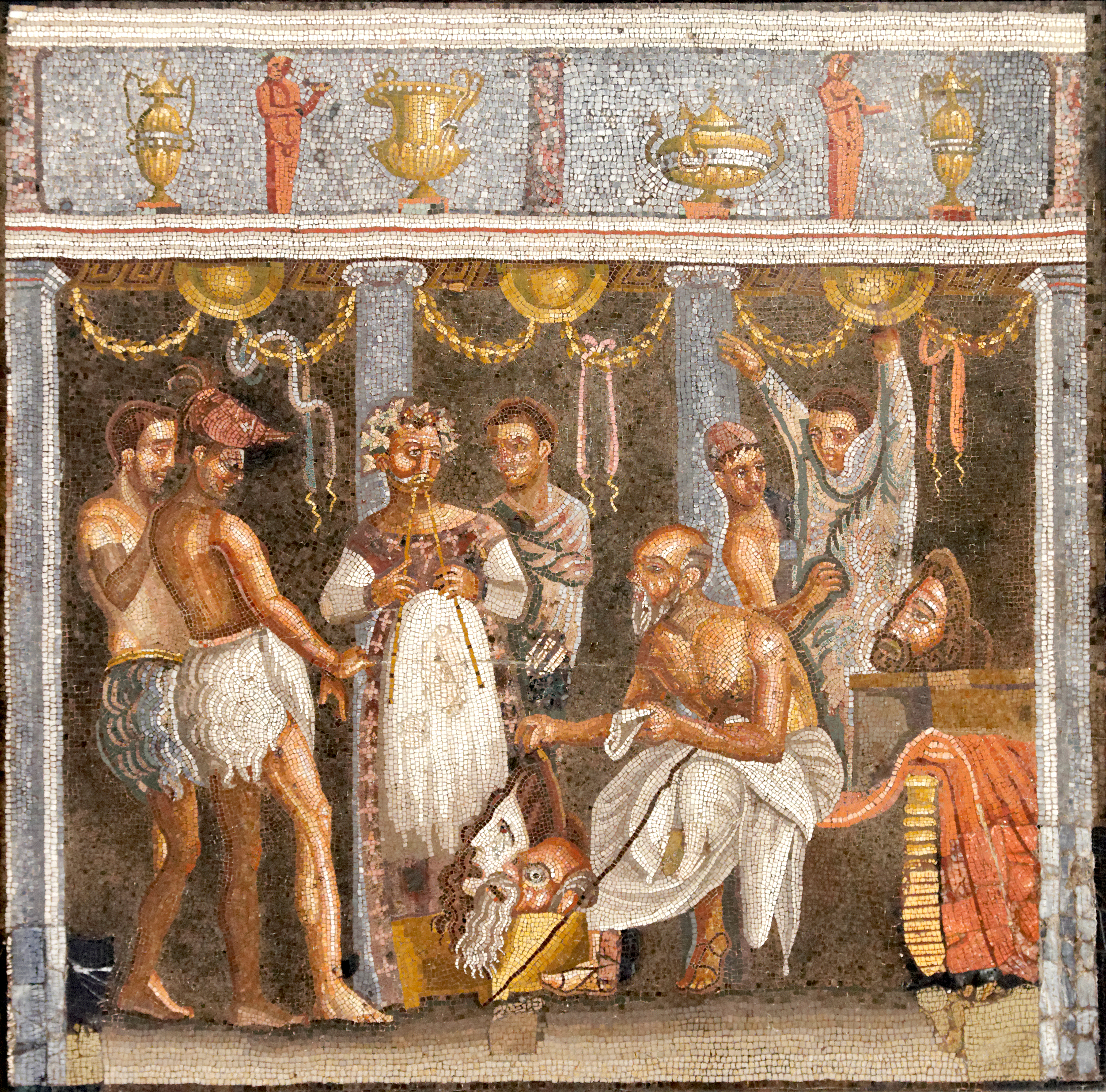
Schauspieler in einem römischen Mosaik aus Pompeji, 1. Jh. n. Chr.

Bis zur Renaissance wurde das Kostüm als rein dienende Kleidung genutzt:  Kostümierung ist ein Mittel, den visuellen Eindruck einer bestimmten Kultur in Zusammenhang mit einer bestimmten zeitlichen Epoche zu erzeugen bzw. zusammen mit der Bühnengestaltung zu verstärken. Außerdem ermöglichen Kostüme, Aussagen über das Alter, die Persönlichkeit, die soziale Klasse, den Beruf und Geschlechterrolle der Figuren sowie über Tages- und Jahreszeit und die Wetterverhältnisse der Szene zu treffen. In der Renaissance kommt die Aufgabe hinzu, verschiedene Nationalitäten und auch Charaktereigenschaften zu verdeutlichen.  Im Gegensatz zum Kostüm, das im Karneval getragen wird, ist das Kostüm in der darstellenden Kunst dennoch kein reiner Selbstzweck, sondern dient zur Unterstützung der Figur. Daneben werden Kostüme auch benutzt, um bestimmte Ausdrucksformen, Haltungen, Proteste auszudrücken.

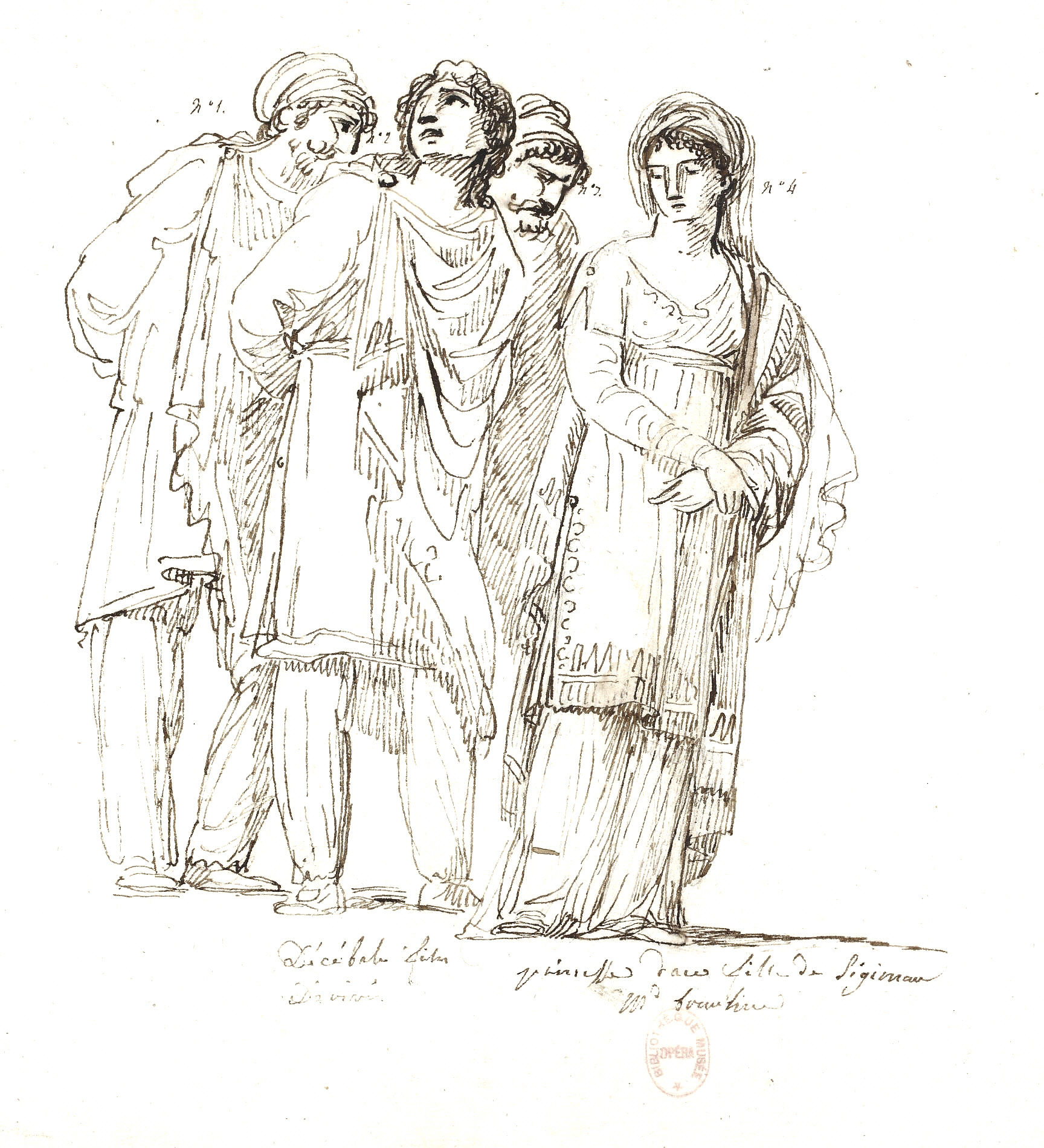
Kostümentwurf (um 1807)
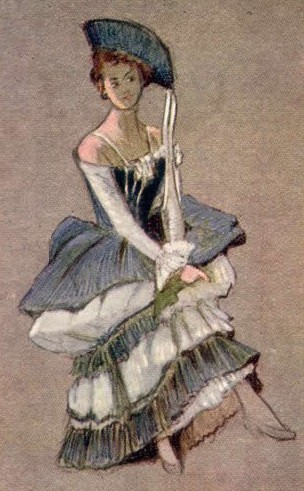
Kostümentwurf (um 1929)
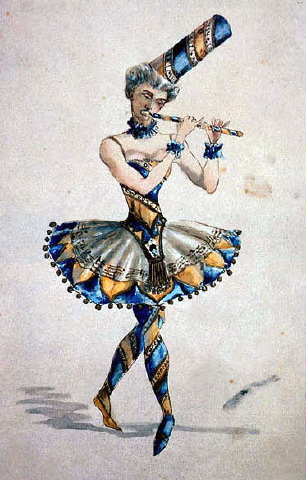
Zeichnung eines Ballettkostüms, 1890
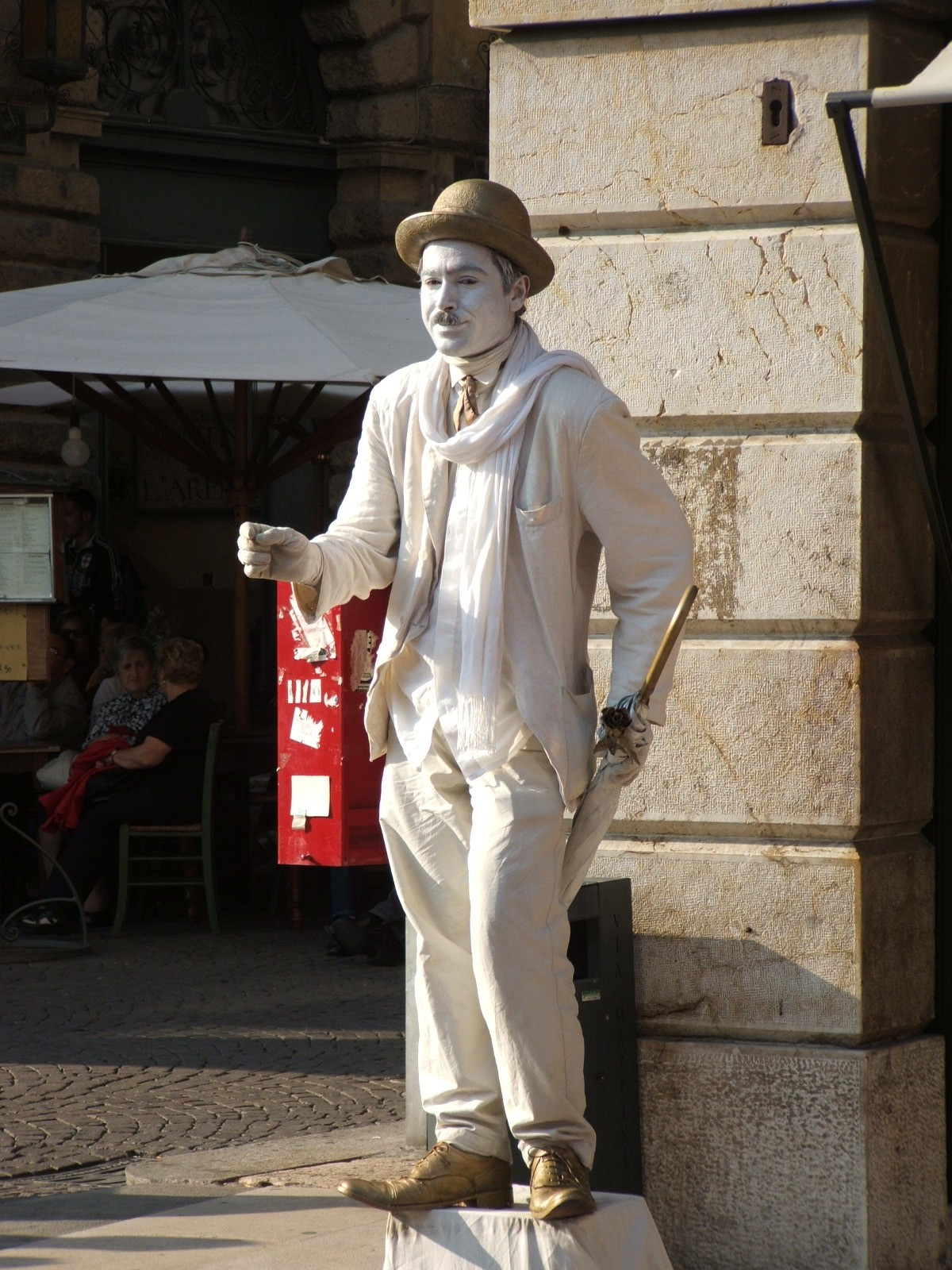
Pantomimischer Straßenkünstler
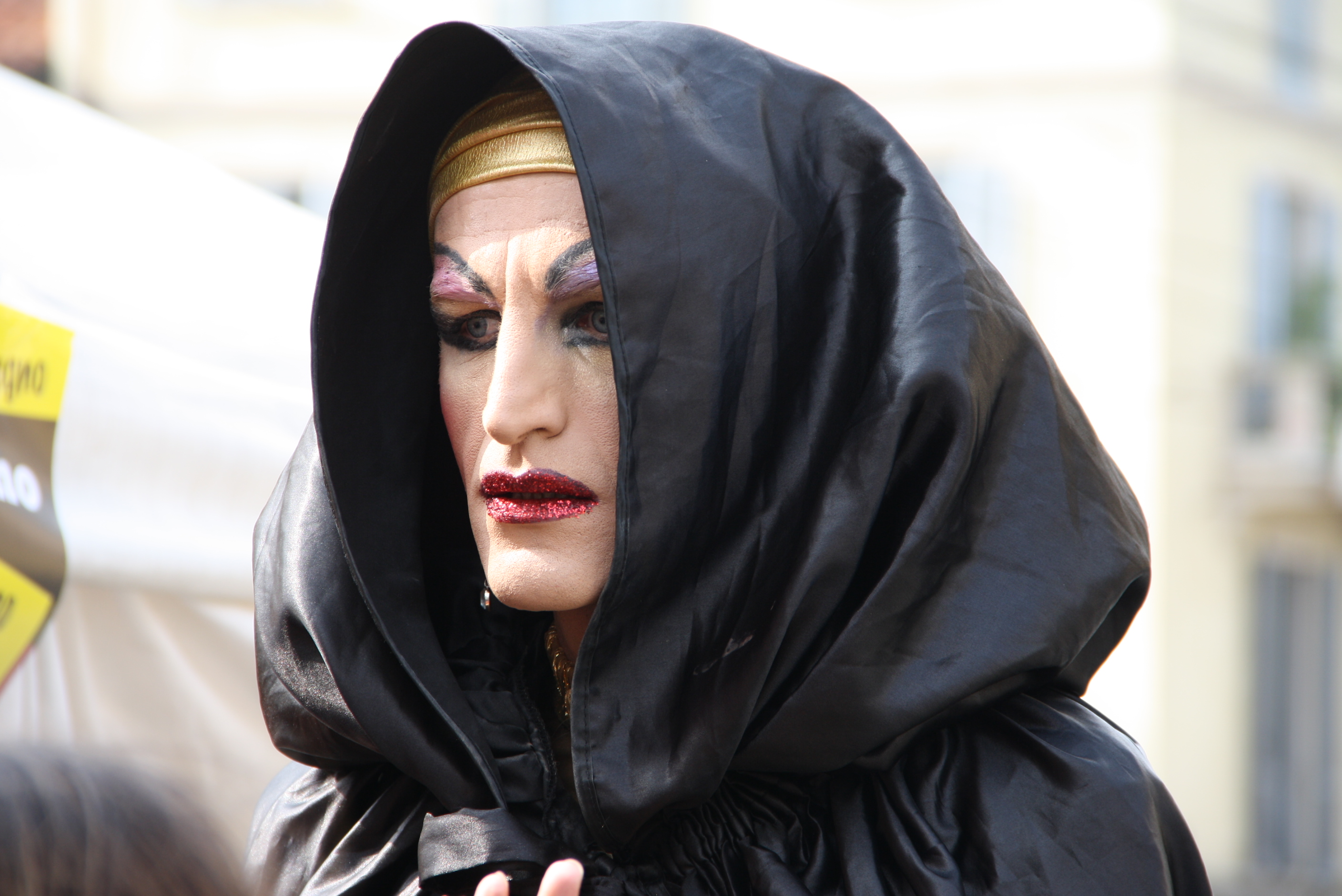
Drag Queen